# Winston Rekert
Winston Rekert (Vancouver, 10 juli 1949 – aldaar, 14 september 2012) was een Canadees acteur en regisseur. Hij speelde de rol van Michael Terry in de televisieserie Neon Rider. 
Winston Rekert was getrouwd en had twee kinderen. Hij stierf op 63-jarige leeftijd aan kanker.

## Filmografie
- Prairie Landscapes (1977)
- Who'll Save Our Children? (1978)
- Coming Out Alive (1980)
- Suzanne (1980)
- Your Ticket Is No Longer Valid (1981)
- Heartaches (1981)
- Love (1982)
- Dead Wrong (1983)
- Walls (1984)
- Agnes of God (1985)
- The Blue Man (1985)
- Star Wars: Animated Adventures - The Great Heep (1986)
- Toby McTeague (1986)
- High Stakes (1986)
- Brothers by Choice (1986)
- Glory! Glory! (1989)
- The World's Oldest Living Bridesmaid (1990)
- Voices from Within (1994)
- Falling from the Sky: Flight 174 (1995)
- To Brave Alaska (1996)
- Captive Heart: The James Mink Story (1996)
- Moonlight Becomes You (1998)
- A Cooler Climate (1999)
- Murder at the Cannes Film Festival (2000)
- The Last Stop (2000)
- Loving Evangeline (2001)
- Cabin Pressure (2002)
- Roughing It (2002)
- Undercover Christmas (2003)
- A Date with Darkness: The Trial and Capture of Andrew Luster (2003)
- Wicked Minds (2003)
- Before I Say Goodbye (2003)
- Eve's Christmas (2004)
- Savage Island (2004)
- The Secret of Hidden Lake (2006)
- Trapped Ashes (2006)
- Behind the Camera: The Unauthorized Story of 'Diff'rent Strokes' (2006)
- I Breakdown (2006)
- Honeymoon with Mom (2006)
- NYC: Tornado Terror (2008)
- Trial by Fire (2008)
- The Art of War II: Betrayal (video) (2008)
- Christmas Crash (video) (2009)
- Phantom Racer (2009)
- Angel and the Bad Man (2009)
- The Art of Drowning (2009)
- Goodnight for Justice (2011)

## Televisieseries
- The Beachcombers (1973)
- The Great Detective (1977)
- The Littlest Hobo (1981)
- Star Wars: Droids - The Adventures of R2D2 and C3PO (1985), 8 afleveringen
- The Edison Twins (1985)
- Adderly (1986-1987), 21 afleveringen
- Danger Bay (1986-1987), 3 afleveringen
- Night Heat (1986)
- Street Legal (1988)
- Neon Rider (1989-1994), 64 afleveringen
- Lonesome Dove: The Series (1995)
- Due South (1997)
- Stargate SG-1 (1998), 2 afleveringen
- Sliders (1999)
- PSI Factor: Chronicles of the Paranormal (1999)
- Cold Squad (2000-2001), 3 afleveringen
- First Wave (2000)
- Hollywood Off-Ramp (2000)
- Higher Ground (2000)
- Secret Agent Man (2000)
- Nothing Too Good for a Cowboy (2000)
- Call of the Wild (2000)
- Andromeda (2002)
- Mysterious Ways (2002)
- Blue Murder (2003)
- The Collector (2004)
- Young Blades (2005)
- Battlestar Galactica (2006), 2 afleveringen
- Godiva's (2006)
- Supernatural (2007)
- The L Word (2007)
- Caprica (2010)
- Canadian Comedy Shorts (2010)